# Гимназия № 1 (Челябинск)

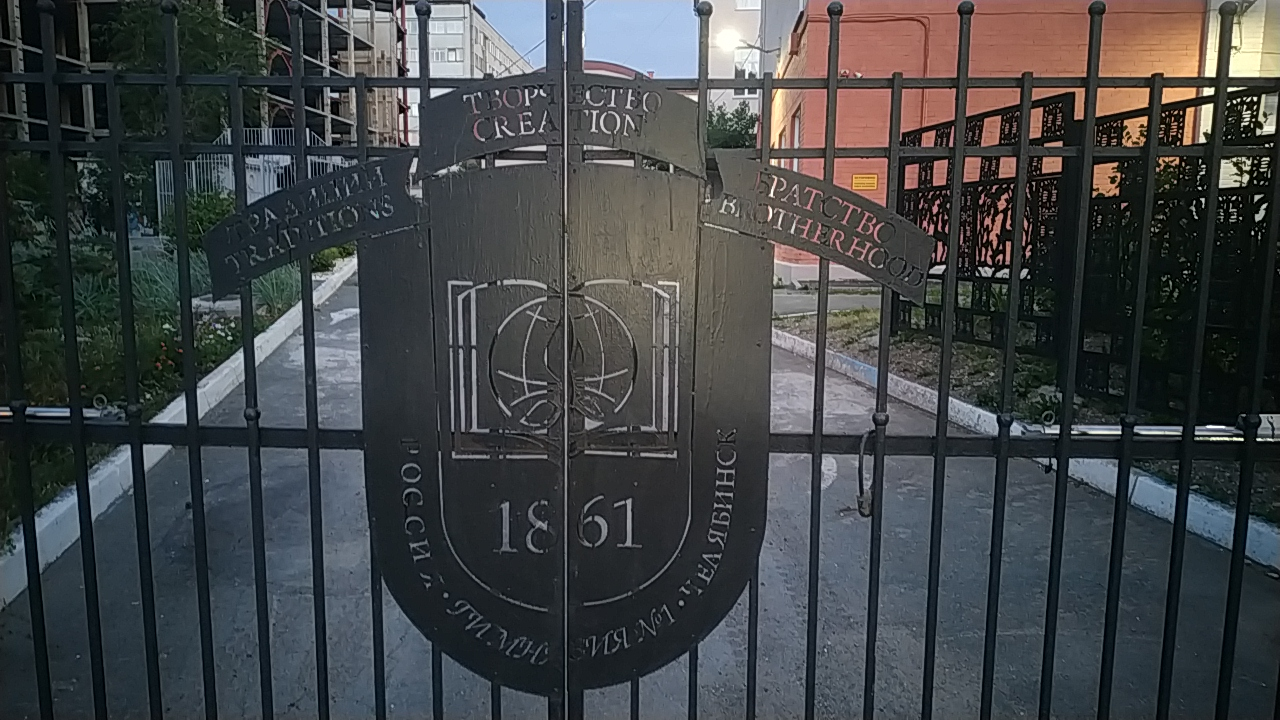
Вход на территорию гимназии, июль 2021

Гимна́зия № 1 (ранее «Первая школа им. Энгельса», ныне «Муниципальное бюджетное общеобразовательное учреждение Гимназия № 1 г. Челябинска») — старейшее образовательное учреждение Челябинска, основанное в 1861 году.
Основной акцент в обучении сделан на иностранные языки, английский язык изучается с 1 класса, с 5 учащиеся выбирают второй язык (как правило - французский или немецкий), в 10 классе появляются уроки английской литературы.
На территории гимназии находится объект культурного наследия народов России регионального значения — памятник, погибшим в Великой Отечественной войне 1941-45 годов, выпускникам средней школы № 1 им. Ф. Энгельса. Памятник охраняется государством.

## История

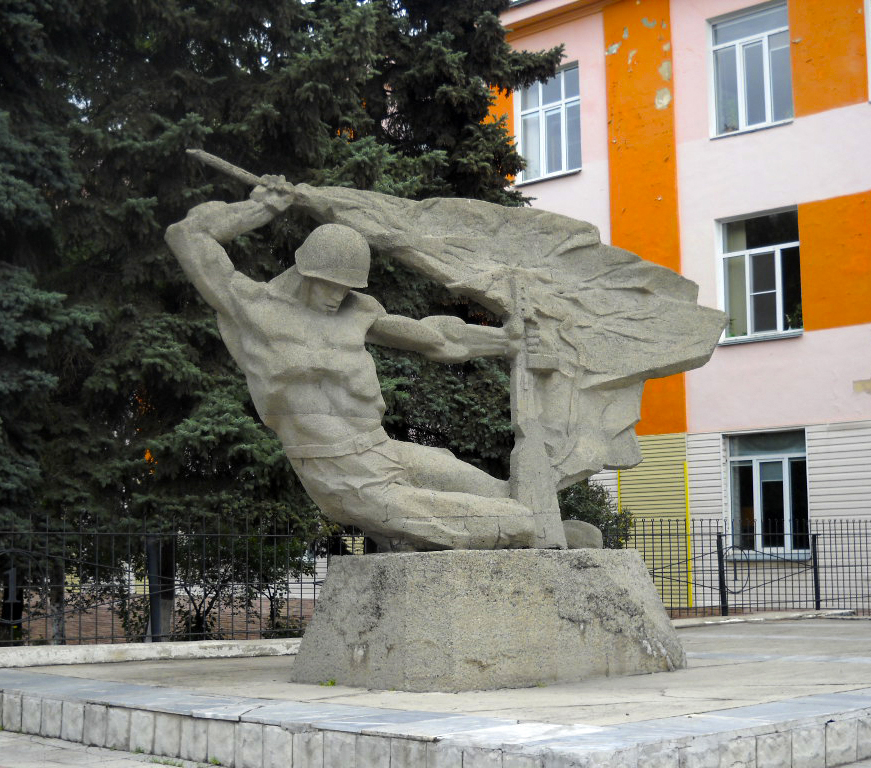
Памятник учителям и выпускникам средней школы № 1 имени Ф. Энгельса, погибшим в годы Великой Отечественной войны

В 1861 году было открыто Челябинское женское училище 2-го разряда, первый выпуск которого состоялся в 1864 году. В 1871 году училище было преобразовано в прогимназию, которая имела четыре класса и находилась в собственном здании на улице Цвиллинга. В течение следующих тридцати лет возрастало количество учениц, открывались дополнительные классы. В 1905 году прогимназия была преобразована в гимназию, в которой было уже 8 классов. В 1913 году было построено новое здание гимназии. Число учениц к концу 1914 года составляло 638 человек.
В 1920 году на базе ЧЖГ и мужского реального училища была создана школа второй ступени. К 1935 году она стала десятилетней полной средней школой и получила имя Фридриха Энгельса.
В 1962 году директором школы стал Владимир Абрамович Караковский. Одновременно с этим школа была преобразована в специализированную, было введено преподавание некоторых предметов на английском языке.

## Школьные традиции
Большинство традиций Первой школы заложены при В. А. Караковском. В их число входят День памяти погибших выпускников, День творчества, Коммунарский сбор.

## Известные выпускники
См. категорию Выпускники гимназии № 1 (Челябинск)
- Медведев, Валерий Владимирович (1923—1997) — советский и российский детский писатель, автор цикла повестей о Юрии Баранкине: «Баранкин, будь человеком!» (1961; мультфильм Александры Снежко-Блоцкой, 1963; оперетта Серафима Туликова, 1965; диафильм Марка Драйцуна, 1980; диплом Международного конкурса имени Х. К. Андерсена), «Сверхприключения сверхкосмонавта» (1977), «И снова этот Баранкин, или Великая погоня» (1989), «Неизвестные приключения Баранкина» (1996). Прототипами большинства героев цикла стали одноклассники писателя — ученики челябинской школы № 1[2].

- Бровкина (Дадонова), Алевтина Фёдоровна (род. 1930) — советский и российский врач-офтальмолог, создатель российской онкоофтальмологической школы, доктор медицинских наук (1970), лауреат Государственной премии СССР (1984), заслуженный деятель науки РФ (1990), лауреат Премии Правительства Российской Федерации (2002), академик РАМН (2004), академик РАН (2013), профессор кафедры офтальмологии с курсом детской офтальмологии и орбитальной патологии Российской медицинской академии последипломного образования.

## Символы
- Герб гимназии
- Памятник «Алёша»